# Phloeostichus
Phloeostichus är ett släkte av skalbaggar som beskrevs av Ludwig Redtenbacher 1842. Phloeostichus ingår i familjen Phloeostichidae.
Släktet innehåller bara arten Phloeostichus denticollis. Phloeostichus är enda släktet i familjen Phloeostichidae.